# Ron (Reuss)
Die Ron ist ein gut zehn Kilometer langer Bach im Schweizer Kanton Luzern. Sie ist ein rechter Zufluss der Reuss. In der weiteren Umgebung gibt es die gleichnamige Ron, welche in den Baldeggersee entwässert.

## Geographie

### Verlauf
Die Ron fliesst in das südwestliche Ende des Rotsees und verlässt ihn an seinem nordöstlichen Ende.
Nach dem Verlassen des Sees verläuft die Ron über ca. 7 km durch das Rontal vorbei an Ebikon und Dierikon und mündet auf einer Höhe von 408,1 m ü. M. bei Root von rechts in die Reuss.

### Einzugsgebiet
Das 21,8 km² grosse Einzugsgebiet der Ron liegt im Schweizer Mittelland und wird durch sie über die Reuss, die Aare und den Rhein zur Nordsee entwässert.
Es besteht zu 21,8 % aus bestockter Fläche, zu 47,2 % aus Landwirtschaftsfläche, zu 27,7 % aus Siedlungsfläche, zu 3,0 % aus Gewässerfläche und zu 0,3 % aus unproduktiven Flächen.
Flächenverteilung
Die Mittlere Höhe des Einzugsgebietes beträgt 523 m ü. M., die Minimale Höhe liegt bei  408 m ü. M. und die Maximale Höhe bei 839 m ü. M.

### Zuflüsse
Vom Seeaustritt bis zur Mündung
- Grottenbach (links)
- Mülibach (rechts)
- Ebrütibach (rechts)
- Laubacherbach (links)
- Hochbergbach (rechts)
- Grenzbach (rechts)
- Spechtenbach (rechts)
- Götzetalbach (rechts)
- Wiesbach (rechts)
- Bäumlibach (rechts)
- Morgerotbach (rechts)
- Kirchheimbach (rechts)
- Wilbach (rechts)

## Hydrologie
Bei der Mündung der Ron in die Reuss beträgt ihre modellierte mittlere Abflussmenge (MQ) 500 l/s. Ihr Abflussregimetyp ist pluvial inférieur und ihre Abflussvariabilität beträgt 25.